# Orbiter Processing Facility

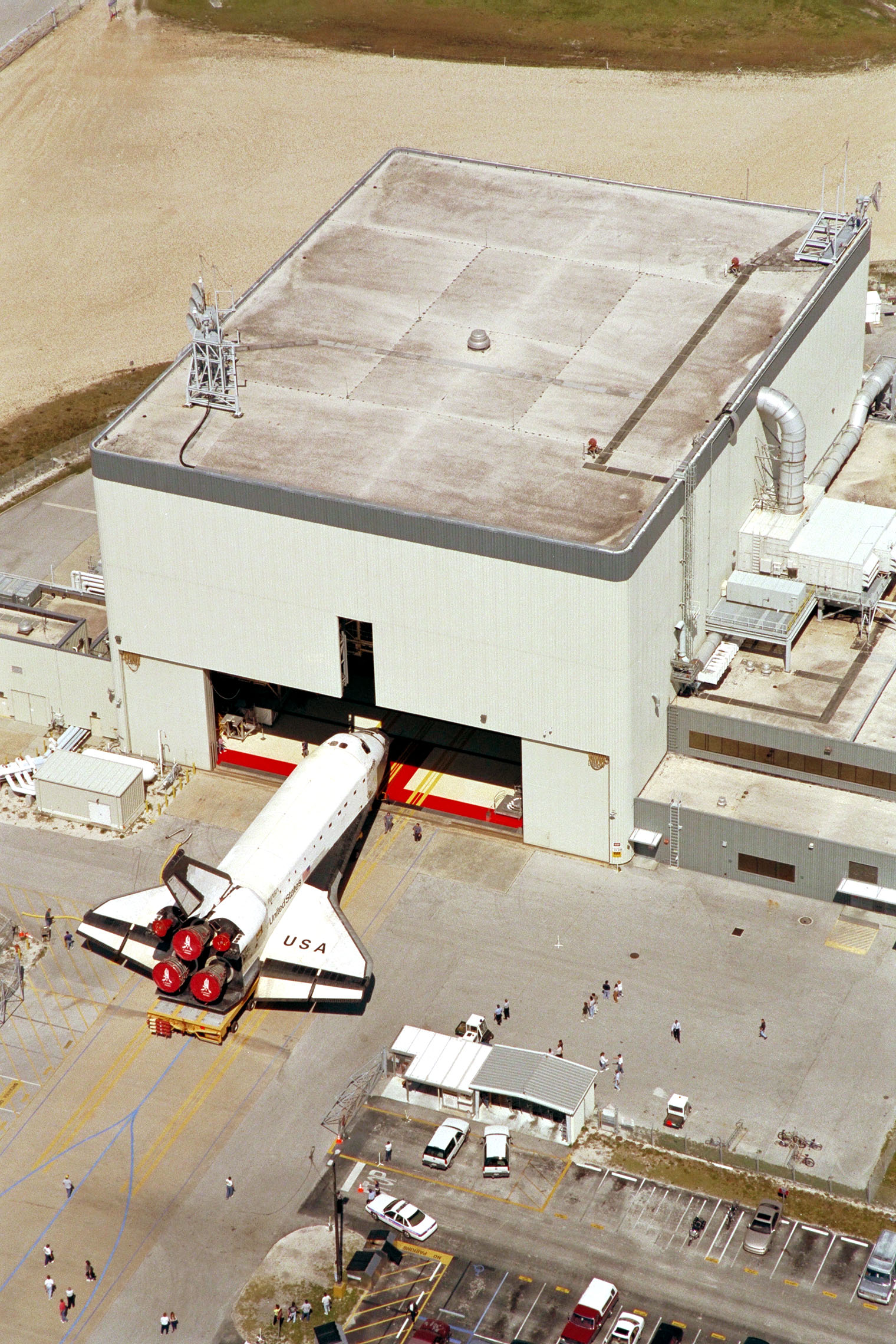
Raketoplán Columbia před Orbiter Processing Facility

Orbiter Processing Facility (OPF) (česky „vystrojovací hala“) je název hangáru, ve kterém procházely americké raketoplány údržbou mezi jednotlivými lety. NASA vlastní 3 tyto hangáry.
Všechny tři budovy (OPF-1, OPF-2 a OPF-3) se nachází na Kennedyho vesmírném středisku u startovacího komplexu 39. Rozměry OPF jsou: 29 metrů na výšku, 121 metrů na délku a 71 metrů na šířku.
Budovy se nachází západně od montážní haly Vehicle Assembly Building (VAB), kde se před přesunutím na odpalovací rampu sestavovaly jednotlivé díly Space Shuttle: orbitální stupeň raketoplánu, vnější palivová nádrž (ET) a přídavné motory na pevné palivo (SRB).
OPF-1 sloužil pro raketoplán Atlantis, OPF-2 pro Endeavour a OPF-3 pro Discovery.
Po ukončení činnosti raketoplánů Space Shuttle, byl hangár OPF-1 pronajat společnosti Boeing a je využit pro raketoplány Boeing X-37B. Boeing pronajímá od října 2011 také budovu OPF-3, pro projekt Boeing CST-100 Starliner. Budova OPF-3 změnila název na Commercial Crew and Cargo Processing Facility (C3PF).